# Pan-American Motors Corporation
Pan-American Motors Corporation war ein US-amerikanischer Hersteller von Automobilen.

## Unternehmensgeschichte
Das Unternehmen wurde im Januar 1917 in Chicago in Illinois gegründet. Die Produktion von Automobilen begann. Der Markenname lautete zunächst Chicago Light Six. Bereits im Februar desselben Jahres wurde angekündigt, dass ein anderes Werk im gleichen Staat gesucht würde, und dann auch der Markenname nach der neuen Stadt benannt würde. Im Dezember 1917 zog das Unternehmen nach Decatur in Illinois. Entgegen der Ankündigung wurden die Fahrzeuge nun Pan-American genannt. Ab 1918 war Edward Danner Präsident. Nach Ende des Ersten Weltkriegs kam es während der Depression zu finanziellen Problemen. 1921 verschwand der Sekretär und Schatzmeister W. A. Phares. Danach fehlten 40.000 US-Dollar. Phares wurde später gefunden und verhaftet.
Im Dezember 1921 verkündete Danner, dass er das Unternehmen auflösen wird, obwohl es noch solvent sei. Der Ausverkauf begann im Januar 1922. Im Juli 1922 wurden die Reste des Unternehmens versteigert.
Insgesamt entstanden 2200 Personenkraftwagen.

## Fahrzeuge
Die Fahrzeuge hatten zugekaufte Motoren. Die Sechszylindermotoren kamen von der Continental Motors Company, Herschell-Spillman und von der Rutenber Motor Company. Daneben gab es kurzzeitig zwei billigere Modelle mit Vierzylindermotoren.
Der Chicago Light Six von 1917 hatte einen Sechszylindermotor mit 50 PS Leistung. Das Fahrgestell hatte 310 cm Radstand. Einziger Aufbau war ein Tourenwagen mit fünf Sitzen. Das erste Modell der Marke Pan-American hatte die gleichen Daten.
1918 erhielt das Modell den Namen American Beauty. Der Radstand wurde auf 305 cm gekürzt.
1919 ergänzte das Model 250 das Sortiment nach unten. Der Vierzylindermotor war mit 16,9 PS angegeben. Der Radstand betrug 274 cm. Auch diese Fahrzeuge waren als fünfsitzige Tourenwagen karosseriert. Der American Beauty hatte nun 307 cm Radstand. Zum fünfsitzigen Tourenwagen gesellte sich ein zweisitziger Roadster.
1920 entfiel das Vierzylindermodell. Der American Beauty hatte nun einen Motor mit 55 PS. Eine fünfsitzige Limousine erhöhte das Angebot der Karosserien.
1921 wurde daraus das Model 6-55.  Die Motorleistung wurde auf 57 PS gesteigert. Die Limousine entfiel.
1922 erschien mit dem Model A erneut ein Einstiegsmodell mit einem Vierzylindermotor. Der Radstand betrug 274 cm. Das Fahrzeug war ein Tourenwagen mit fünf Sitzen. Das Model 6-55 war nun als Tourenwagen mit fünf und sieben Sitzen, Roadster mit zwei Sitzen sowie als Artcraft mit fünf und sieben Sitzen erhältlich.
Außerdem entstanden zwischen 1917 und 1919 Nutzfahrzeuge.

## Modellübersicht
| Jahr | Marke             | Modell          | Zylinder | Leistung (PS) | Radstand (cm) | Aufbau                                                                               |
| ---- | ----------------- | --------------- | -------- | ------------- | ------------- | ------------------------------------------------------------------------------------ |
| 1917 | Chicago Light Six |                 | 6        | 50            | 310           | Tourenwagen 5-sitzig                                                                 |
| 1917 | Pan-American      |                 | 6        | 50            | 310           | Tourenwagen 5-sitzig                                                                 |
| 1918 | Pan-American      | American Beauty | 6        | 50            | 305           | Tourenwagen 5-sitzig                                                                 |
| 1919 | Pan-American      | Model 250       | 4        | 16,9          | 274           | Tourenwagen 5-sitzig                                                                 |
| 1919 | Pan-American      | American Beauty | 6        | 50            | 307           | Tourenwagen 5-sitzig, Roadster 2-sitzig                                              |
| 1920 | Pan-American      | American Beauty | 6        | 55            | 307           | Tourenwagen 5-sitzig, Roadster 2-sitzig, Limousine 5-sitzig                          |
| 1921 | Pan-American      | Model 6-55      | 6        | 57            | 307           | Tourenwagen 5-sitzig, Roadster 2-sitzig                                              |
| 1922 | Pan-American      | Model A         | 4        |               | 274           | Tourenwagen 5-sitzig                                                                 |
| 1922 | Pan-American      | Model 6-55      | 6        | 57            | 307           | Tourenwagen 5-sitzig und 7-sitzig, Roadster 2-sitzig, Artcraft 5-sitzig und 7-sitzig |

## Produktionszahlen
| Jahr  | Produktionszahl |
| ----- | --------------- |
| 1917  | 37              |
| 1918  | 437             |
| 1919  | 384             |
| 1920  | 937             |
| 1921  | 327             |
| 1922  | 78              |
| Summe | 2200            |